# Edgar Stelzner
Edgar Stelzner (* 13. August 1892 in Nürnberg; † 3. August 1959 in Würzburg) war ein deutscher Jurist, Studentenfunktionär und Erster Bürgermeister von Neustadt bei Coburg.

## Leben
Stelzner war Sohn eines Feingoldschlägers und späteren Journalisten. Nach dem Abitur am humanistischen Gymnasium in Nürnberg studierte er Jura an den Universitäten Erlangen und München. Die Bayerische Staatsprüfung für den höheren Justiz- und Verwaltungsdienst legte er 1919 mit der Note gut ab.
Im Winter-Semester 1912/13 schloss er sich der Burschenschaft der Bubenreuther in Erlangen an. Er war Angehöriger des Wandervogels und nahm 1913 an der Freideutschen Tagung auf dem Hohen Meißner teil. 1918 trat er der Vaterlandspartei bei, ein Jahr später dem Freikorps Epp. Er nahm 1919 an der Niederschlagung der Münchner Räterepublik teil. Wegen Teilnahme am Kapp-Putsch wurde 1920 gegen ihn ermittelt, zu einem Verfahren kam es jedoch nicht. 1923 trat er in den Bund Oberland ein und war bis 1929 in dessen Leitung tätig. Zugleich war er ab 1924 Mitglied des Völkischen Blocks, einer sich auf Hitler berufenden Nachfolgeorganisation der nach dem Hitler-Ludendorff-Putsch verbotenen NSDAP, die sich als „Todfeind des parlamentarischen Schiebersystems“ verstand, das sie „von innen heraus zerstören“ wollte. Stelzner wurde für den Völkischen Block in den Bayerischen Landtag gewählt, dem er von 1924 bis 1928 angehörte. 1927 trat er zum Christlich-Sozialen Volksdienst über, den er 1933 wieder verließ, um im Jahr darauf der NSDAP beizutreten, nachdem er bereits 1933 mit dem Fall des Verbots der Einstellung von Nationalsozialisten in den öffentlichen Dienst Mitglied der SA geworden war, wo er den Rang eines Sturmführers hatte.
Von 1919 bis 1920 war er Vorsitzender der Erlanger Studentenschaft und im Freikorps Epp Vertreter der Deutschen Studentenschaft. Er war führend am Aufbau der Deutschen Studentenschaft beteiligt und Mitgründer und Vorsitzender des völkischen Hochschulrings Deutscher Art. 1920 sein Jura-Studium abschließend war er 1920 bis 1921 Vorsitzender der Deutschen Studentenschaft. Viele Jahre war er in der Führung der Deutschen Burschenschaft (DB), „die er vor allem auf ihre 'völkische Aufgabe' hinwies“.
Von 1921 bis 1928 war er Schriftleiter des Organs der DB, der Burschenschaftlichen Blätter (BBl). Als solcher erklärte er sich im Juni 1923 auf Anfrage bereit, „Aufsätze über die Rassenfrage in den BBl zu veröffentlichen“. Gleichzeitig wies er „wegen Raumnot“ einen Bericht über ein burschenschaftliches Stiftungsfest zurück. Unmittelbar nach dem Hitler-Ludendorff-Putsch im November 1923 stellte er sich in einem Beitrag hinter die Putschisten. 1924 wies er darauf hin, dass die völkische Bewegung die Aufgabe habe, die „spätere Zeit der Erhebung mit höchster Kraft vorzubereiten“. Sie sei „der einzige Weg zur Rettung“. Als Burschenschafter erhob er einen Eliteanspruch, sah in korporierten Studenten „die beste Auslese“, einen „Adel des Volkes“. Die Weimarer Verfassung lehnte er ab, da sie „nach mehr als einer Hinsicht … nicht das erkennen“ lasse, „was für das Dritte Reich Deutschlands eine Notwendigkeit ist“. Er erklärte auch, einer derjenigen Burschenschafter zu sein, die „einen völligen Abschluß unseres Deutschtums vom Judentum wollen“.
Ab 1925 gehörte er einem als „politischer Stoßtrupp“ konzipierten Arbeitsausschuss der Mittelstelle für Jugendgrenzlandarbeit des annexionistischen Deutschen Schutzbunds für das Grenz- und Auslandsdeutschtum an.
Ab 1925 war Stelzner Jurist im Staatsdienst, von 1926 bis 1929 dritter Staatsanwalt, anschließend Amtsrichter in München. Danach bewarb er sich in Neustadt bei Coburg auf die Stelle des rechtskundigen ersten Bürgermeisters. Am 19. Juli 1929 wählten ihn die bürgerlichen und nationalsozialistischen Stadträte für das neue Amt. Seine Tätigkeit begann am 1. September 1929 und endete am 31. Mai 1934, als er auf Druck der NSDAP 1934 ausscheiden musste. Aufgrund seiner guten Beziehungen zum Reichsstatthalter in Bayern Ritter von Epp wurde er von der Justiz wieder übernommen und kam 1934 als Landgerichtsrat nach Würzburg. 1937 wurde er zum Landgerichtsdirektor befördert. Außerdem war Stelzner Gaugeschäftsführer des NS-Rechtswahrerbundes (NSRWB).
Stelzner nahm am Zweiten Weltkrieg, zuletzt im Rang eines Majors, teil. Er wurde verwundet und erhielt das Deutsche Kreuz in Gold. Die Militärregierung entließ ihn am 19. Oktober 1945 aus dem Amt des Landgerichtsdirektors. Die Spruchkammer Neustadt stufte ihn als Minderbelasteten ein, da er seit 1934 Mitglied der NSDAP war und aufgrund seiner völkischen Einstellung verschiedene Posten in der Partei annahm. Eine Wiedereinstellung in den Staatsdienst blieb ihm verwehrt. Er war in der Folge bei Rechtsanwälten tätig, später Syndikus in einem Molkereiverband.

## Schriften
- Vom Tod und vom Leben: Soldatengedichte, 1918.
- Erinnerungsblatt an das 110. Wartburgfest der Deutschen Burschenschaft, 1927.